# Aftermath (Album)
Aftermath (englisch; deutsch etwa „Nachwirkung“) ist das vierte in Großbritannien und das sechste in den USA veröffentlichte Studioalbum der Rolling Stones. In Großbritannien wurde es am 15. April und in den USA am 20. Juni 1966 herausgegeben. Als Produzent war Andrew Loog Oldham verantwortlich.
Das Album, das erstmals keine Coverversionen und nur Stücke von Mick Jagger und Keith Richards enthielt, bedeutete den musikalischen Durchbruch für die Band. Mit Veröffentlichung dieses Albums waren Jagger und Richards als Komponisten anerkannt; sie konnten aufschließen zu den Größen der Szene wie Lennon/McCartney und Bob Dylan und zeigen, dass sie nicht nur talentierte Rhythm-and-Blues-Musiker sind, sondern eine entwicklungsfähige Band mit musikalischen Ambitionen.

## Geschichte
Das Album wurde vom 3. bis 8. Dezember 1965 in den RCA-Studios auf dem Sunset Boulevard in Hollywood aufgenommen. Es war nach Out of Our Heads das zweite Rolling-Stones-Album, das ausschließlich in den USA entstand und das erste Album der Band, das in (echtem) Stereo veröffentlicht wurde.
Aftermath ist bekannt für seine musikalische Vielfalt; insbesondere Brian Jones experimentierte mit zahlreichen Instrumenten. So ist er bei Lady Jane auf einem Dulcimer, eine Art Zither, zu hören; bei Paint It Black verwendete er eine Sitar, bei Under My Thumb ein Marimbaphon. Der Endtitel der ersten LP-Seite, Goin’ Home, überschreitet als eines der ersten Rock-Stücke die 10-Minuten-Grenze.
Erneut unterschied sich die amerikanische Fassung eines Rolling-Stones-Albums von der britischen. Die Titelliste wurde gekürzt (Mother’s Little Helper, What to Do, Out of Time sowie Take It or Leave It fehlen; die beiden letzteren wurden ein Jahr später auf der Zusammenstellung Flowers veröffentlicht), dafür eröffnet der Nummer-eins-Hit Paint It Black die amerikanische Ausgabe der LP.
Für die Covergestaltung verantwortlich war Andrew Oldham unter dem Pseudonym Sandy Beach, das Coverfoto stammt vom Fotografen Guy Webster, die Aufnahmen auf der Rückseite von Jerry Schatzberg. Für den amerikanischen Markt wurde ein alternatives Cover entworfen, ein verfremdetes Porträt der Band, gestaltet von Steve Inglis.
Ungeachtet aller Unterschiede war das Album sowohl in den USA (Platz 2), England (Platz 1) als auch in Deutschland (neun Wochen auf Platz 1 der Albumcharts) ein großer kommerzieller Erfolg für die Band. Die US-amerikanische Zeitschrift Rolling Stone wählte das Album in ihrer Liste der 500 besten Alben aller Zeiten auf Platz 109.

## Titelliste
| Britische Fassung Seite 1 Mother’s Little Helper – 2:45 Stupid Girl – 2:55 Lady Jane – 3:08 Under My Thumb – 3:41 Doncha Bother Me – 2:41 Goin’ Home – 11:13 Seite 2 Flight 505 [ 4 ] – 3:27 High and Dry [ 5 ] – 3:08 Out of Time – 5:37 It’s Not Easy – 2:56 I Am Waiting – 3:11 Take It or Leave It – 2:47 Think – 3:09 What to Do – 2:32 | US-Fassung Seite 1 Paint It Black – 3:45 Stupid Girl – 2:55 Lady Jane – 3:09 Under My Thumb – 3:41 Doncha Bother Me – 2:41 Think – 3:09 Seite 2 Flight 505 – 3:27 High and Dry – 3:08 It’s Not Easy – 2:56 I Am Waiting – 3:11 Goin’ Home – 11:13 |

## Textausgaben/Übersetzungen/Noten
- The Rolling Stones. Songbook. 155 Songs [1963–1977] mit Noten. Deutsch von Teja Schwaner, Jörg Fauser und Carl Weissner. Mit 75 Alternativübersetzungen von Helmut Salzinger. Zweitausendeins, Frankfurt am Main 1977, S. 93–131, 509–544 und 932–934.

## Weblink
- The Rolling Stones – Aftermath bei Discogs